# La muerte de Orfeo
La muerte de Orfeo es un cuadro del pintor Émile Jean Baptiste Philippe Bin, realizado en 1863 y 1874.

## El tema
Se trata de un mito sobre el héroe tracio Orfeo. El poeta Ovidio narra la muerte del cantor a manos de las mujeres de esa región de la antigua Grecia. 
Tras su regreso de los infiernos para intentar rescatar sin éxito a su esposa Eurídice, Orfeo se aparta durante años del trato con las mujeres; ellas, sintiéndose insultadas y siendo presas de los celos, acaban matando a Orfeo.
Otras versiones achacan la decisión al cambio del culto de Dioniso por el de Apolo, lo que enfureció al primero hasta el punto de enviar a las ménades a despedazar a Orfeo. Todavía otras versiones incriminan a Orfeo en homosexualidad o pederastia.
El despedazamiento de Orfeo por parte de las mujeres ha sido descrito como la supervivencia del ritual prehelénico de la ejecución del rey sagrado.

## Descripción de la obra
Orfeo es atacado hasta la muerte por las enfurecidas mujeres de Tracia, quienes le agreden con armas como una horca, una tea encendida y otros objetos. Mientras le atacan, cantan en un tono alto y tocan música para acallar el canto de Orfeo que pueda hacerles desistir de su propósito. En el suelo yace la lira o la cítara, símbolo iconográfico de Orfeo; y a la espalda de la escena, se halla el templo del inspirador del ataque mortal: el dios Dioniso.

## Otras representaciones
El episodio es uno de los tres más representados del mito órfico, junto con los que describen sus habilidades musicales y los relativos al descenso a los infiernos en busca de su esposa Eurídice. Durero tiene un grabado de 1494 con el mismo título que la pintura de Bin. Por su parte, el academicista francés Émile Lévy (1826 - 1890) también pintó un cuadro homónimo en 1866.